# Черепово (Болгария)
Черепово (болг. Черепово) — село в Болгарии. Находится в Хасковской области, входит в общину Харманли. Население составляет 218 человек.

## Политическая ситуация
В местном кметстве Черепово, в состав которого входит Черепово, должность кмета (старосты) исполняет Делчо Желязков Маджаров (движение «Свободный выбор») по результатам выборов правления кметства.
Кмет (мэр) общины Харманли — Михаил Христов Лисков (коалиция трёх партий: Болгарская социалистическая партия, Болгарская социал-демократия, политический клуб «Фракия») по результатам выборов в правление общины.